# Luir Miranda
Luir Gagno de Miranda, conhecido como Luir Miranda (1993) é um automobilista brasileiro, campeão de automobilismo da Fórmula Futuro.

## Biografia
Nasceu em Nova Iguaçu, na Baixada Fluminense.
É bicampeão brasileiro de kart 2008 e 2011
Bicampeão paulista de kart 2007 e 2008
Vice-campeão da Fórmula Futuro Fiat 2011
Melhor estreante da Copa Fiat 2012 correndo contra Cacá Bueno, Christian Fittipaldi, Allan Khodair, Thiago Camillo, entre outros e terminando o campeonato em 9º (nono) lugar.